# Yooka-Laylee
Yooka-Laylee (ou Projet Ukelele) est un jeu vidéo de plates-formes en trois dimensions développé par le studio Playtonic Games, sorti le 11 avril 2017 sur Microsoft Windows, OS X, Linux, PlayStation 4 et Xbox One et le 14 décembre 2017 sur Nintendo Switch. Il s'agit du successeur spirituel de Banjo-Kazooie.
Une suite, Yooka-Laylee and the Impossible Lair, sort en octobre 2019. Un remake, Yooka-Replaylee, est en cours de développement.

## Système de jeu
Le joueur incarne Yooka, un caméléon vert sans pantalon, et Laylee, une chauve-souris avec un gros nez rouge. Le jeu se veut être la suite spirituelle de Banjo-Kazooie. Pour entrer dans un monde, Yooka et Laylee doivent passer dans un livre magique (semblable aux tableaux de Super Mario 64, jeu qui avait inspiré Rare pour le développement de Banjo-Kazooie).

## Personnages
- Yooka : un caméléon vert qui a le pouvoir d'utiliser sa langue et sa queue et de changer d'apparence. C'est le meilleur ami de la chauve-souris Laylee avec qui il fonctionne en duo. La nudité de Yooka fait plusieurs fois l'objet de références humoristiques dans les dialogues et les supports de communication du jeu.
- Laylee : une chauve-souris avec un gros nez rouge, à l'humeur sarcastique. Elle et son ami, le caméléon Yooka, sont inséparables. Leurs noms forment un jeu de mots avec la prononciation anglaise du mot « ukulélé ».
- Capital B : une abeille géante mâle, PDG de l'entreprise Hivory Towers et principal antagoniste du jeu. Son but est de voler tous les livres du monde pour en tirer profit. Son nom est un jeu de mots sur l'expression anglaise capital B (B majuscule), le mot « capital », et la lettre B qui se prononce comme bee (« abeille » en anglais).
- Dr. Quack : un canard colvert dont le corps semble avoir été en partie modifié (cyborg) pour être incorporé à un distributeur de boules de gomme. Ce scientifique tout aussi génial que malfaisant est le bras droit de Capital B.  Il pose un défi aux héros en élaborant des « quizs » qui évoquent ceux concoctés par la sorcière Gruntilda dans la série de jeux Banjo-Kazooie. Son nom est un jeu de mots sur le mot anglais « quack », qui est à la fois une onomatopée désignant le cancan du canard et un mot d'argot signifiant « docteur » voire « charlatan ».
- Trowzer est un serpent doté d'un short qui vend divers pouvoirs aux héros[4]. Celui-ci se considère comme le meilleur vendeur au monde. Toutefois, il est resté en retard d'un point de vue technologique : le personnage utilise un téléphone mobile datant des années 1980.
- Les fantômes sont des personnages que les héros doivent attraper durant la quête. Ils sont au nombre de cinq par monde[5]. À l'origine, les fantômes étaient des scribes du mystérieux livre de Yooka-Laylee. Leur nom en anglais, « Ghost Writers » (littéralement, « écrivains fantômes »), est un jeu de mots sur l'expression anglaise ghost writer (en français « nègre littéraire ») et le fait que ce sont littéralement des fantômes d'écrivains.

Shovel Knight, personnage principal du jeu de plates-formes du même nom, fait également une apparition comme personnage non-jouable dans Yooka-Laylee, par un partenariat avec Yacht Club Games qui développe Shovel Knight,.

## Développement

### Histoire
En septembre 2012, d'anciens employés de Rare se réunissent sur Twitter sous le pseudonyme collectif « MingyJongo » (nom d'un personnage de Banjo-Tooie) et annoncent leur intention de faire un « successeur spirituel » de Banjo-Tooie. Les noms de Grant Kirkhope (compositeur de musiques de jeux vidéo, entre autres Banjo-Kazooie et Donkey Kong 64) et Steven Hurst (dessinateur ayant notamment travaillé sur Banjo-Tooie) sont donnés comme participants au projet. En avril 2014, lorsqu'un fan sur le site Reddit demande à Grant Kirkhope des nouvelles concernant le projet, ce dernier lui répond que le développement fut abandonné.
Entre décembre 2014 et janvier 2015, après une longue période d'inactivité, « MingyJongo » envoie de mystérieux messages sur Twitter qui semblent indiquer un « redémarrage » du projet, ainsi qu'une date : le 12 février 2015.
Le 10 février 2015, six anciens employés de Rare font part de la création du studio « Playtonic Games » où ils travailleront sur « Project Ukulele », un jeu vidéo dans la lignée des jeux de plates-formes de Rare sur Nintendo 64 comme Banjo-Kazooie ou Banjo-Tooie. Pour confirmer le sérieux du projet, ils annoncent qu'un dossier à ce sujet sera publié dans le numéro 277 du magazine Edge daté du 12 février 2015.
Le 30 avril 2015, IGN dévoile les personnages principaux : Yooka et Laylee, qui donnent leur nom au jeu. IGN annonce également le lancement du financement du projet sur Kickstarter pour le lendemain, c'est-à-dire le 1er mai 2015.

### Financement
Le financement sur Kickstarter débute le 1er mai 2015 pour se finir 45 jours plus tard. Le montant souhaité est fixé à 175 000 livres. Le financement du projet est divisé par paliers : le premier palier à 175 000 £ correspond à une sortie sur PC, Mac et Linux uniquement en langue anglaise, tandis que les stretch goals suivants ajoutent différents contenus supplémentaires comme de nouveaux ennemis, un mode coopératif, la traduction du jeu en plusieurs langues ou encore la sortie sur PlayStation 4, Wii U et Xbox One.
Le premier palier est atteint 40 minutes après l'annonce sur le site. Le jeu atteint ensuite le million de livres, devenant le jeu vidéo le plus rapide pour atteindre cet objectif. Deux paliers supplémentaires sont ajoutés à la suite du succès du lancement. Le financement du projet se termine à hauteur de 2 millions de livres.

### Publication
Le 30 juillet 2015, l'éditeur/développeur Team17 devient partenaire avec Playtonic Games pour la publication du jeu.
En décembre 2016, Playtonic Games annonce que le jeu sera disponible le 11 avril 2017. Également, le studio annonce l'annulation de la version Wii U pour des raisons techniques, mais précise être en contact avec Nintendo pour pouvoir proposer le jeu sur la Nintendo Switch.
En mars 2017, le vidéaste Jonathan Jafari alias « JonTron (en) » (co-créateur et ex-animateur de la chaîne YouTube Game Grumps), qui avait été invité par Playtonic Games à effectuer un caméo en prêtant sa voix à un personnage mineur du jeu, se retrouve au centre d'une polémique vis-à-vis de propos qu'il a tenus sur le nationalisme et l'immigration. En réaction, Playtonic Games, à quelques semaines de la date de sortie prévue du jeu, prend la décision de retirer la voix de JonTron du contenu du jeu, et publie un communiqué dans lequel le studio réaffirme son attachement à la diversité,,,.
Le jeu sort le 11 avril 2017 sur PC, PlayStation 4 et Xbox One, pendant que Playtonic Games poursuit le développement sur Nintendo Switch. En novembre de la même année, le studio annonce que le jeu sortira sur Nintendo Switch le 14 décembre 2017.

### Équipe
L'équipe de développement est composée de plusieurs vétérans de la société britannique Rare :
- Chris Sutherland : directeur du projet[22]
- Steve Mayles : directeur artistique des personnages[22] ;
- Gavin Price : directeur créatif[22] ;
- Jens Restemeier : directeur technique ;
- Steven Hurst : directeur artistique des environnements ;
- Mark Stevenson : directeur artistique technique[22] ;
- Andy Robinson : scénariste ;
- Grant Kirkhope : compositeur.
- David Wise : compositeur
- Steve Burke : compositeur

## Accueil
- Canard PC : 6/10[23]
- Jeuxvideo.com : 14/20[24].
- Gamekult : 6/10[25].

## Postérité
En juin 2019, l'éditeur Team17 et le développeur Playtonic Games annoncent renouveler leur partenariat pour développer une suite à Yooka-Laylee,,. Comparé à son prédécesseur qui était un jeu de plates-formes entièrement en trois dimensions (3D), ce nouvel opus, intitulé Yooka-Laylee and the Impossible Lair, se base plutôt sur un style de jeu en vue de profil, tout en conservant des graphismes 3D. Il s'inspire en cela de jeux de plates-formes en deux dimensions tels la série Donkey Kong Country, créée par Rare. Il sort le 8 octobre 2019 sur Nintendo Switch, Microsoft Windows, PlayStation 4 et Xbox One.
Un remake de Yooka-Laylee nommé Yooka-Replaylee est en cours de développement.